# فيروس رملي ثديي لاتينو
الفيروس الرملي الثديي لاتينو (الاسم العلمي: Latino mammarenavirus) هو نوعٌ من الفيروسات ضمن عائلة الفيروس الرملي. يُعد الفأر المسائي الكبير عائل هذا الفيروس، والذي كان قد عُزل في بوليفيا.